# Alvin Lee
Alvin Lee, egentligen Graham Anthony Barnes, född 19 december 1944 i Nottingham, Nottinghamshire, England, död 6 mars 2013 i Marbella, Spanien, var en brittisk gitarrist som blev känd på 1960-talet för sitt arbete med The Jaybirds, och han var frontfigur i bluesrockbandet Ten Years After. Alvin Lee var en tekniskt skicklig bluesgitarrist och hans solo i låten "I'm Going Home", som han bland annat framförde vid Woodstockfestivalen 1969, har särskilt uppmärksammats.